# Xã Silvesta, Quận Walsh, Bắc Dakota
Xã Silvesta (tiếng Anh: Silvesta Township) là một xã thuộc quận Walsh, tiểu bang Bắc Dakota, Hoa Kỳ. Năm 2010, dân số của xã này là 38 người.